# 108-й гвардейский десантно-штурмовой полк
108-й гвардейский десантно-штурмовой Кубанский казачий ордена Красной Звезды полк (108 гв. дшп) — воинская часть (полк) Воздушно-десантных войск Вооружённых сил Российской Федерации, входящая в состав 7-й гвардейской десантно-штурмовой дивизии (горной).
Условное наименование — Войсковая часть № 42091 (в/ч 42091). Сокращённое наименование — 108 гв. дшп.
До преобразования 1 декабря 2007 года 7-й гвардейской воздушно-десантной дивизии в 7-ю гвардейскую десантно-штурмовую дивизию (горную), носил наименование 108-й гвардейский парашютно-десантный Кубанский казачий ордена Красной Звезды полк (108 пдп). Почётное наименование «Кубанский казачий» присвоено в 1994 году.

## Место дислокации
С момента формирования и до распада СССР, до момента вывода в 1993 году: город Каунас Литовской ССР, войсковая часть (в/ч) 02291.
C 1993 года по 1994 год Майкоп, Республика Адыгея.
С августа 1994 года и по состоянию на 2014 год: город Новороссийск, в/ч 42091.

## Участие в боевых действиях и операциях
Осенью 1948 года дивизия передислоцирована в Литовскую ССР, где десантники неоднократно принимали участие в боевых действиях против «лесных братьев» — вооружённых формирований литовских националистов.
В рамках операции «Вихрь» по подавлению венгерского восстания, 3 ноября 1956 года 108-й парашютно-десантный полк ВДВ посадочным способом на самолётах Ил-12 и Ли-2 десантировался на аэродром города Тёкёль. Бойцы полка захватили и вывели из строя 6 зенитных батарей, а в дальнейшем перешли к обороне аэродрома. 4 ноября 1956 года личный состав полка совместно с бойцами 119-го парашютно-десантного полка вошёл в город Будапешт и в ходе уличных боёв к 7 ноября 1956 года взял под контроль город, боевая задача была выполнена.
В 1968 году полк в составе 7-й гвардейской воздушно-десантной дивизии участвовал в чехословацких событиях. Действуя на самых опасных и сложных участках, личный состав с честью справился с поставленными задачами, за что около двухсот человек были награждены высокими правительственными наградами.
В 1979—1989 годах большинство офицеров и прапорщиков дивизии побывали в боевых командировках на территории Афганистана. Многие из них были награждены правительственными наградами, а гвардии старший лейтенант В. В. Задорожный удостоен звания Герой Советского Союза (посмертно).
В 1986—1987 годах подразделения химической защиты дивизии принимали участие в ликвидации аварий на Чернобыльской АЭС и на производственном объединении «Азот» в Литовской ССР.
В 1993—1996 годах личный состав полка в составе дивизии выполнял миротворческие задачи по предотвращению межэтнического конфликта в Абхазии.
С января 1995-го по апрель 2004 года полк выполнял боевые задачи в Северо-Кавказском регионе, в том числе в августе 1999 года принимал участие в бою за высоту Ослиное Ухо в Дагестане.
В августе 2008 года принимал участие в войне в Грузии, где находился в Абхазии.
В 2022 году принимает участие во вторжении РФ на Украину. Украина подозревает командиров и солдата полка в пытках и убийстве мирного жителя в марте 2022 года в ходе оккупации части Снигиревского района Николаевской области, который фиксировал информацию о перемещениях российской техники и передавал ее Вооружённым силам Украины. В сентябре 2022 погиб командир полка полковник Виталий Владимирович Сукуев.

## Командиры
- гвардии подполковник Сухинов Пётр Михайлович (1948—1949),
- гвардии подполковник Бурыгин Пётр Иванович (1949—1951),
- гвардии подполковник Кузнецов Александр Кириллович (1951—1954),
- гвардии полковник Большаков Николай Константинович (1954—1956),
- гвардии полковник Полушкин Анатолий Фёдорович (1956—1957),
- гвардии полковник Уздовский Владимир Казимирович (1957—1958),
- гвардии подполковник Сухоруков Дмитрий Степанович (1958—1961),
- гвардии подполковник Костылев, Валентин Николаевич (1961—1963),
- гвардии подполковник Губаревич Владимир Иосифович (1963—1965),
- гвардии майор Маргелов Геннадий Васильевич (1965—1966),
- гвардии подполковник Панавин Василий Иванович (1966—1967),
- гвардии полковник Соколов Алексей Анатольевич (1967—1969),
- гвардии подполковник Марченко Виктор Иванович (1969—1970),
- гвардии подполковник Краев Владимир Степанович (1970—1972),
- гвардии подполковник Медведев Григорий Иванович (1972—1974),
- гвардии подполковник Лебедев Владимир Семёнович (1974—1975),
- гвардии подполковник Чернов Евгений Иванович (1975—1977),
- гвардии майор Пикаускас Освальдас Миколович (1977—1979),
- гвардии подполковник Богданчиков Валентин Алексеевич (1979—1981),
- гвардии подполковник Ильин Анатолий Севостьянович (1981—1983),
- гвардии подполковник Халилов Вячеслав Салихович (1983—1984),
- гвардии подполковник Денисов Владимир Николаевич (1984—1985),
- гвардии подполковник Филиппов Александр Сергеевич (1985—1988),
- гвардии подполковник Лобачёв Евгений Васильевич (1988—1989),
- гвардии подполковник Бабичев Иван Ильич (1989—1992),
- гвардии подполковник Козюков Александр Леонидович (1992—1995),
- гвардии подполковник Дмитрик Игорь Николаевич (1995—1997),
- гвардии полковник Третьяк Владимир Викторович (1997—2000),
- гвардии полковник Вязников, Александр Юрьевич (2000—2002),
- гвардии полковник Кабаль Павел Юрьевич (2002—2004),
- гвардии полковник Калын Пётр Дмитриевич (2004—2005),
- гвардии полковник Баран Сергей Иванович (2005—2010),
- гвардии полковник Дембицкий Александр Вячеславович,
- гвардии полковник Байкулов Мурат Назарович (2013—2015),
- гвардии полковник Кондрашкин Андрей Владимирович (2015—2019),
- гвардии подполковник Куцань Андрей Александрович (2019—2020),
- гвардии полковник Евлампиев Сергей Николаевич (2020-04.2022),
- гвардии полковник Сукуев Виталий Владимирович (04.2022—09.2022).

## Состав
- управление
- 1-й десантно-штурмовой батальон
- 2-й десантно-штурмовой батальон
- 3-й десантно-штурмовой батальон
- самоходно-артиллерийский дивизион
- противотанковая батарея
- зенитно-ракетная батарея
- разведывательная рота
- инженерно-сапёрная рота
- рота управления
- рота десантного обеспечения
- рота материального обеспечения
- ремонтная рота
- взвод РХБ защиты
- взвод управления начальника артиллерии (вуна)
- комендантский взвод
- взвод военной полиции
- медицинская рота
- оркестр

По состоянию на 2009 год — 1602 человек личного состава.

## Вооружение
На вооружении полка находятся:

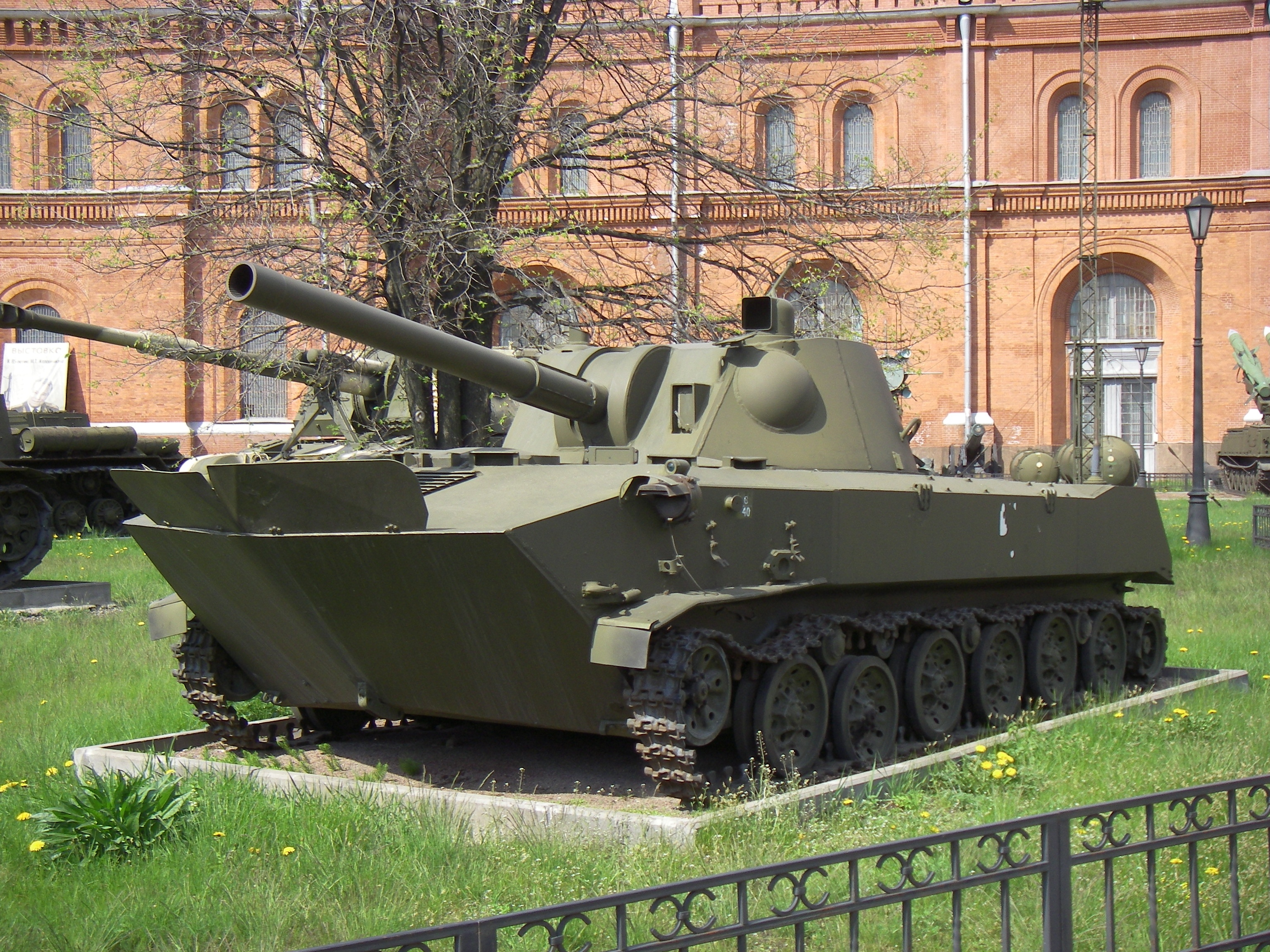
2С9 «Нона».

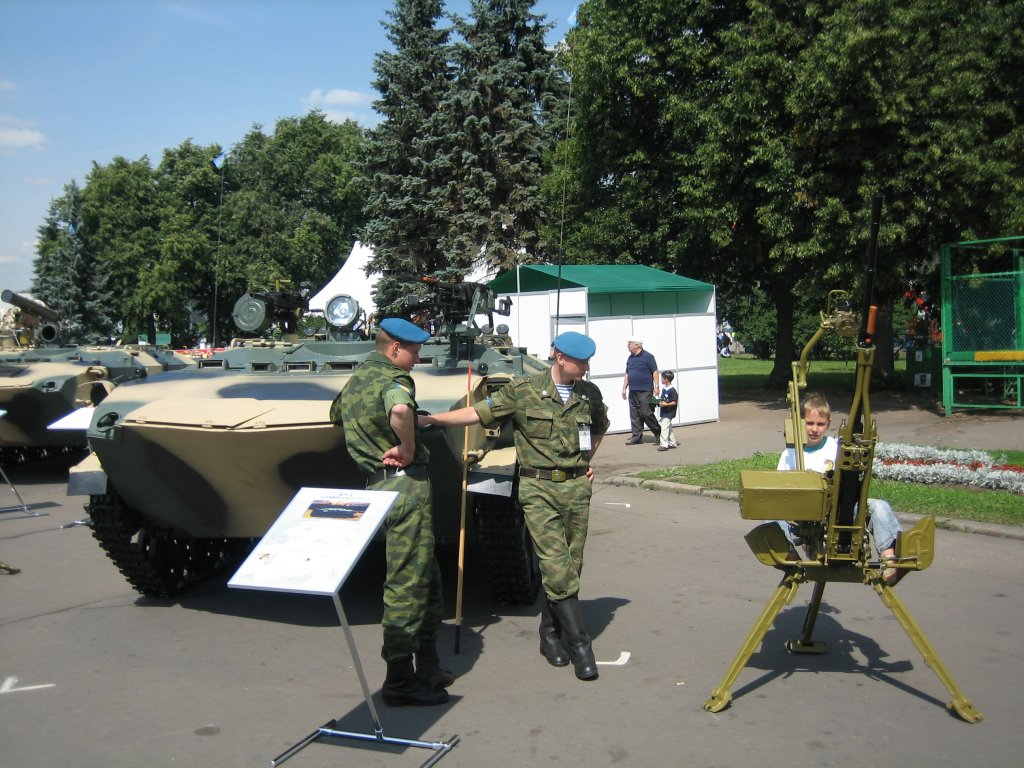
БТР-Д.

- БМД-1 — боевая гусеничная плавающая машина, предназначена для использования в воздушно-десантных войсках и десантирования парашютным или посадочным способом с военно-транспортного самолёта типа Ан-12 и Ил-76. Принята на вооружение в 1969 году.
- БМД-2 — боевая гусеничная плавающая машина. Создана на базе БМД-1, предназначена для использования в воздушно-десантных войсках и десантирования парашютным или посадочным способом с военно-транспортного самолёта типа Ан-12, Ан-22 и Ил-76. Принята на вооружение в 1985 году.
- БТР-Д — авиадесантный бронетранспортёр. Создан Волгоградским тракторным заводом на базе боевой машины десанта БМД-1, и как и она, предназначался для вооружения Воздушно-десантных войск и мог десантироваться парашютным способом. Серийно производился с 1974 года.
- 2С9 «Нона-С» — 120-мм самоходная артиллерийская установка. Разработана в Центральном научно-исследовательском институте точного машиностроения и конструкторском бюро Пермского машиностроительного завода «Мотовилиха» на базе шасси плавающего гусеничного бронетранспортёра БТР-Д.
- 1В119 — передвижной пункт разведки и управления огнём артиллерии. Сконструирован на базе БТР-Д. Используется в подразделениях самоходной артиллерии, вооружённых САО 2С9 «Нона-С».
- БТР-ЗД — зенитная модификация десантного бронетранспортёра БТР-Д.
- БТР-РД «Робот» — истребитель танков на базе БТР-Д с 2 ПТРК 9К111 «Фагот» (боекомплект — 12 ПТУР 9М111 «Фагот» или 9М113 «Конкурс»).

## Герои Советского Союза и России в составе полка

Харламов Николай Иванович.

- Харламов Николай Иванович (1924—1982) — командир 3-й роты 108-го гвардейского парашютно-десантного полка 7-й воздушно-десантной дивизии, гвардии капитан. Гвардии капитан Николай Харламов осенью 1956 года принимал участие в венгерских событиях, официально именовавшихся как «подавление контрреволюционного мятежа». В уличных боях в столице Венгерской Народной Республики — городе Будапеште, выполняя поставленную боевую задачу, отважный офицер-десантник с честью и достоинством исполнил свой воинский и интернациональный долг. Возглавляемая им рота успешно выполнила поставленную перед ней боевую задачу, нанеся противнику ощутимый урон, и спасла жизни многих мирных граждан. Указом Президиума Верховного Совета СССР от 18 декабря 1956 года за мужество и отвагу, проявленные при выполнении воинского долга, гвардии капитану Н. И. Харламову присвоено звание Героя Советского Союза со вручением ордена Ленина и медали «Золотая Звезда» (№ 10803)[14].
- Савчук Вадим Иванович (1970 г. р.) — заместитель командира разведроты 108-го гвардейского парашютно-десантного полка, гвардии капитан. Указом Президента Российской Федерации от 9 августа 1995 года за мужество и героизм, проявленные при выполнения специального задания в ходе восстановлении конституционного порядка в Чеченской Республике, гвардии старшему лейтенанту В. И. Савчуку присвоено звание Героя Российской Федерации со вручением медали «Золотая звезда» (№ 195).
- Родионов Евгений Николаевич (1965—1996) — начальник разведки 108-го гвардейского парашютно-десантного полка, гвардии майор. С момента представления к званию Героя России прошло 2 месяца, и 5 января 1996 года, когда разведгруппа Родионова выполняла очередное задание, по дороге в район урочища Раздольное, близ села Шатой, Евгений погиб от минно-взрывной травмы. 13 января 1996 года похоронен на кладбище Сухомесово, г. Челябинск. За мужество и героизм, проявленные при выполнении специального задания в ходе восстановлении конституционного порядка в Чеченской Республике в 1995 году, Указом Президента России от 2 мая 1996 года № 622 гвардии майору Е. Н. Родионову присвоено звание Героя Российской Федерации (посмертно)[15].
- Костин Сергей Вячеславович (1969—1999) — командир парашютно-десантного батальона 108-го гвардейского парашютно-десантного полка 7-й гвардейской воздушно-десантной дивизии, гвардии майор, участвовал в борьбе с чеченскими бандформированиями. Погиб в бою с чеченскими террористами в районе высоты Ослиное Ухо, расположенной в Ботлихском районе, в ходе отражения вторжения боевиков в Дагестан. Указом Президента Российской Федерации от 10 сентября 1999 года № 1204 за мужество и героизм, проявленные в контртеррористической операции на Северном Кавказе, гвардии майору С. В. Костину присвоено звание Героя Российской Федерации (посмертно)[16][17].
- Цеев Эдуард Кушукович (1966 г. р.) — заместитель командира парашютно-десантного батальона 108-го гвардейского парашютно-десантного полка, гвардии майор. За бой с чеченскими террористами в районе высоты Ослиное Ухо, расположенной в Ботлихском районе, в ходе отражения вторжения боевиков в Дагестан. Указом Президента Российской Федерации от 10 сентября 1999 года № 1204 гвардии майору Э. К. Цееву присвоено звание Героя Российской Федерации[16][18].
- Сукуев Виталий Владимирович (1979—2022) — командир полка с апреля по сентябрь 2022, гвардии полковник. Участник полномасштабного вторжения России в Украину. Воевал на Херсонском направлении.  Погиб от взрыва противотанковой мины. Указом Президента Российской Федерации («закрытым»)[источник не указан 848 дней] от 14 ноября 2022 года за мужество и героизм, проявленные при исполнении воинского долга, гвардии полковнику Сукуеву В.В. присвоено звание Героя Российской Федерации (посмертно)[19].

## Прочие факты
В 1970-е годы полк был первым оснащён боевыми машинами десанта БМД-1.
За мужество и воинскую доблесть, успешное выполнение учебно-боевых задач и проявленную при этом высокую дисциплину в 1968 и в 1984 годах полк был награждён вымпелом Министра Обороны СССР «За мужество и воинскую доблесть».

## Потери
По данным российского военного историка Эдуарда Береснева 108-й полк ВДВ потерял 17 военнослужащих в Дагестанской войне и 4 в войне с Грузией в августе 2008 года.

### Небоевые резонансные потери личного состава

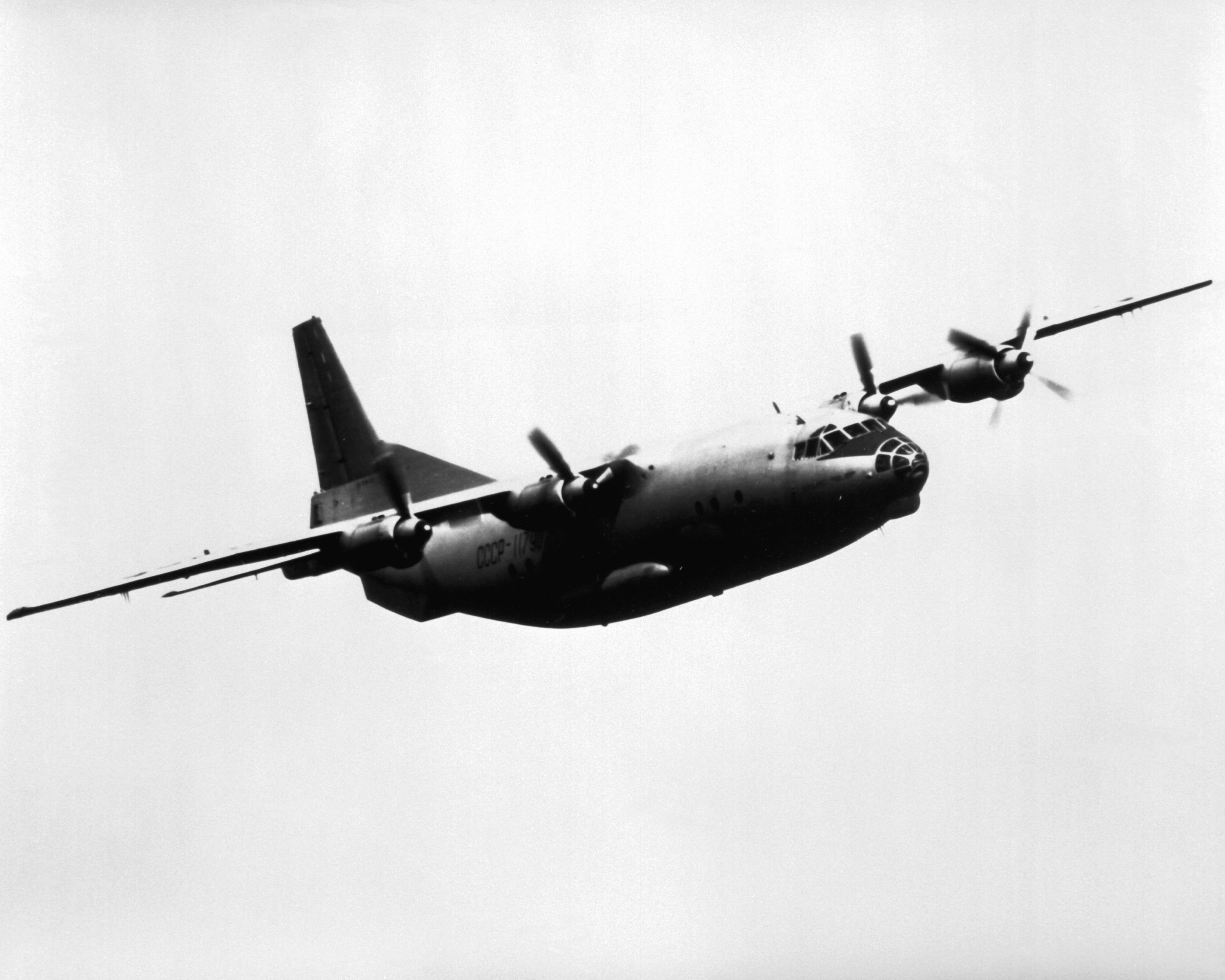
Советский военно-транспортный самолёт Ан-12.

23 июня 1969 года парашютно-десантной роте 108-го гвардейского парашютно-десантного полка 7-й воздушно-десантной дивизии была поставлена задача совершить перелёт из Каунаса в Рязань. В Рязани личный состав роты должен был показать своё боевое мастерство при действиях на боевых машинах десанта Министру обороны СССР А. А. Гречко.
Группа из трёх самолётов Ан-12 рано утром вылетела из Каунаса. Полёт проходил на высоте 3000 метров. При подлёте к городу Калуга самолёт, где находился личный состав роты и командование батальона (всего 91 человек — солдат и офицеров ВДВ), в условиях сильной болтанки на высоте 2900 метров столкнулся с пассажирским самолётом Ил-14, который невольно поднялся с высоты 2700 метров. При падении Ан-12 (в районе деревни Выползово, 35 км от Калуги) произошёл мощный взрыв, который был слышен даже в Калуге. В результате падения самолёта весь личный состав, находящийся в нём, погиб.

## Видео
- 7 ВДД 108 полк ВДВ на YouTube.
- Репортаж на YouTube, март 2006 года (корреспондент телеканала «Звезда» Сергей Коняшин, программа «Служу России»).